# Унарна операция
Унарна операция в математиката се нарича операция с единствен операнд, или с други думи, функция над един аргумент.
За означение на унарните операции се използват различни нотации:
- префиксна нотация: например -n или ¬p
- постфиксна нотация: например n!, n2
- функционална нотация: например sin x или sin(x), mod x или |x|, ln x, log x
- други: например √, „втори корен“.

Тъй като унарните операции имат само един операнд, те се оценяват приоритетно пред останалите операции, които ги съдържат. Например при следния запис:
```
3 − −2
```

първият минус представлява бинарната операция „изваждане“, а вторият минус – унарната операция „отрицание“. Следователно, първо се оценява унарната операция. По-ясно записано, в скоби, същото изглежда така:
```
3 − (−2) = 3 + 2 = 5
```

При радикалите няма нужда от скоби, понеже хоризонталната черта се простира над целия израз и играе роля на своеобразни скоби.

## Унарни операции в програмирането
Във фамилията от програмни езици, базирани на C, следните оператори са унарни:
- Инкрементиране (нарастване с единица): ++x, x++
- Декрементиране (намаляване с единица): −−x, x−−
- Адрес на променливата в паметта: &x
- Стойност, съдържаща се на адреса, който указателят сочи: *x
- Положително число: +x
- Отрицателно число: −x
- Побитово отрицание (инверсия, допълване до 1): ~x
- Логическо отрицание: !x
- Размер на операнда в байтове: sizeof x, sizeof(type-name)
- Преобразуване на типа данни: (type-name) cast-expression

В повечето програмни езици, операторите за инкрементиране и декрементиране могат да бъдат както с префиксна, така и с постфиксна форма, което има значение при работа с променливи. При префиксен запис, стойността на променливата първо се увеличава (или намалява) с единица и после се използва като аргумент на функцията, а при постфиксен запис, извиканата функция използва заварената стойност на променливата и след това тази стойност се увеличава (намалява).
Следват два примера, при които оценяването на целочислените аргументи се извършва от ляво надясно.
Пример 1
```
int i = 0;
printf (" %d \n %d ", i++, i++);
```

Изход:
```
0
1
```

Пример 2
```
int i = 0;
printf (" %d \n %d ", ++i, ++i);
```

Изход:
```
1
2
```

Оператори за инкрементиране и декрементиране обикновено се използват във For-циклите.
|  | Тази страница частично или изцяло представлява превод на страницата Unary operation в Уикипедия на английски. Оригиналният текст, както и този превод, са защитени от Лиценза „Криейтив Комънс – Признание – Споделяне на споделеното“, а за съдържание, създадено преди юни 2009 година – от Лиценза за свободна документация на ГНУ. Прегледайте историята на редакциите на оригиналната страница, както и на преводната страница, за да видите списъка на съавторите. ВАЖНО: Този шаблон се отнася единствено до авторските права върху съдържанието на статията. Добавянето му не отменя изискването да се посочват конкретни източници на твърденията, които да бъдат благонадеждни. |